# Дискография Rage Against the Machine
Дискография американской рэп-метал группы Rage Against the Machine состоит из 4 студийных, 2 концертных, 1 сборника и 13 синглов. Видеография насчитывает 3 видеоальбома и 13 видеоклипов.
Группа была сформирована в 1991 году Заком Де Ла Рочой (вокал), Томом Морелло (гитара), Тимом Коммерфордом (бас) и Брэдом Вилком (барабаны). Группа отмечена за её смесь хип-хопа, хэви-метала, панка и фанка и её революционную политику и лирику. Они выпустили свой дебютный альбом, Rage Against The Machine, в 1992 году, хотя и не сразу успешным, он сделал достичь первой позиции в чарте Top Heatseekers, и в конце концов достиг 45 строчки в Billboard 200. Их следующий крупный релиз Evil Empire, которые вошли в Billboard 200 под номером один в 1996 году. В 1999 году третий студийный альбом, The Battle of Los Angeles также дебютировал в первое место в Billboard 200, он разошелся 430 000 экземпляров в первую неделю. Группа, однако, распалась в октябре 2000 года после того, как Де Ла Роча отметил проблемы с группой, поставившей под угрозу их «артистический и политический идеал[ы]».

## Студийные альбомы
| 1992                                                                              | Rage Against the Machine - Дата выхода: 3 ноября 1992 года - Лейбл: Epic - Форматы: CD, CS, LP  | 12 | —  | 81/37 | —  | —  | —  | —  | —  | — | 129 | 22 | 5  | 9 | 22 | 16 | 22 | 104 | Список - AT: Золотой - AU: Золотой - CA: Платиновый - US: 3×Платиновый - FR: Платиновый - UK: Золотой |
| 1996                                                                              | Evil Empire - Дата выхода: 16 апреля 1996 года - Лейбл: Epic - Форматы: CD, CS, LP              | 2  | 2  | 6/2   | 4  | 5  | 26 | 2  | 4  | 3 | 1   | 4  | 4  | 1 | —  | 4  | 1  | 74  | Список - US: 3×Платиновый - CA: Платиновый - UK: Серебряный                                           |
| 1999                                                                              | The Battle of Los Angeles - Дата выхода: 2 ноября 1999 года - Лейбл: Epic - Форматы: CD, CS, LP | 2  | 17 | 20/25 | 1  | 2  | 10 | 7  | 28 | 1 | 4   | 15 | 23 | 4 | —  | 15 | 4  | 11  | Список - US: 2×Платиновый - AU: Платиновый - CA: 2×Платиновый                                         |
| 2000                                                                              | Renegades - Дата выхода: 5 декабря 2000 года - Лейбл: Epic - Форматы: CD, CS, LP                | 10 | 66 | —     | 13 | 25 | —  | 47 | —  | — | —   | —  | —  | — | —  | 49 | —  | 29  | Список - US: Платиновый - AU: Платиновый                                                              |
| «—» указывает на то, что релиз не был в чарте или не был выпущен в данной стране. |                                                                                                 |    |    |       |    |    |    |    |    |   |     |    |    |   |    |    |    |     | |

## Видеоальбомы
| Год  | Альбом                                                                    | Сертификации            |
| ---- | ------------------------------------------------------------------------- | ----------------------- |
| 1997 | Rage Against the Machine - Релиз: - Лейбл: Epic - Форматы: DVD, VHS       | Список US: 2×Платиновый |
| 2001 | The Battle of Mexico City - Релиз: - Лейбл: Epic - Форматы: DVD, VHS      |                         |
| 2003 | Live at the Grand Olympic Auditorium - Релиз: - Лейбл: Epic - Формат: DVD |                         |

## Видеоклипы
| Год  | Видео                         | Режиссёр                     |
| ---- | ----------------------------- | ---------------------------- |
| 1992 | «Killing in the Name»         | Питер Гидеон                 |
| 1993 | «Bullet in the Head»          | BBC Worldwide Americas, Inc. |
| 1993 | «Bombtrack»                   | Питер Кристоферсон           |
| 1993 | «Freedom»                     | Питер Кристоферсон           |
| 1996 | «Bulls on Parade»             | Питер Кристоферсон           |
| 1996 | «People of the Sun»           | Питер Кристоферсон           |
| 1997 | «The Ghost of Tom Joad»       | Хэзер Перри                  |
| 1998 | «No Shelter»                  | Гэвин Боуден                 |
| 1999 | «Guerrilla Radio»             | Honey                        |
| 2000 | «Sleep Now in the Fire»       | Майкл Мур                    |
| 2000 | «Testify»                     | Майкл Мур                    |
| 2000 | «Renegades of Funk»           | Steven Murashige             |
| 2003 | «How I Could Just Kill a Man» | Harri Kristin                |